# Пушкин (парк в Болград)
Вижте пояснителната страница за други значения на Пушкин.
„Пушкин“ е градски парк в Болград, Украйна. Носи името на Александър Пушкин. Основан е през 1822 г. Заема площ от 19.1 хектара.

## Галерия
- Алея в парка
- Стар дъб
- Малко поточе
- Брегове на парка откъм езерото Ялпуг
- Земски градини
- Земски градини
- Руини на къщата на полковник–инженер С.М. Малевински
- Външна ограда на парка